# Síndrome inflamatória de reconstituição imune
A síndrome inflamatória de reconstituição imune (também conhecido como síndrome de reconstituição imune ou síndrome de reconstituição imunológica, portanto SIRI ou SRI) é uma condição observada em alguns casos de SIDA ou imunossupressão, na qual o sistema imunológico começa a se recuperar, mas responde a uma infecção oportunista adquirida anteriormente com uma exuberante resposta inflamatória que, paradoxalmente, faz com que os sintomas da infecção piorem.
A supressão de células T CD4 pelo HIV (ou por medicamentos imunossupressoras) provoca uma diminuição da resposta normal do organismo a determinadas infecções. Isto, não só torna mais difícil combater a infecção, como pode significar que um nível de infecção que normalmente produziria sintomas é por outro lado não detectado (infecção subclínica). Se a contagem de células T CD4 aumenta rapidamente (devido a um tratamento eficaz do HIV, ou a remoção de outras causas de imunossupressão), um aumento súbito na resposta inflamatória produz sintomas inespecíficos como febre e, em alguns casos, um agravamento de danos no tecido infectado.
Há dois cenários comuns na SIRI. O primeiro é o "desmascar" de uma infecção oculta oportunista. A segunda é a recaída sintomática "paradoxal" de uma infecção anterior, apesar do sucesso microbiológico do tratamento. Muitas vezes, na SIRI paradoxal as culturas microbiológicas são estéreis. Em qualquer dos cenários, é hipotetisada a reconstituição da imunidade antigénio-específica mediada por células T com a ativação do sistema imune contra antigénios persistente após a terapia contra o HIV, quer se apresentam como organismos intactos, como organismos mortos ou detritos.
Embora estes sintomas possam ser perigosos, também indicam que o corpo pode agora ter uma maior probabilidade de vencer a infecção. O melhor tratamento para esta condição é desconhecido. Na reacção da SIRI paradoxal, as manifestações normalmente melhoram espontaneamente com o tempo, sem qualquer tratamento adicional. Na SIRI por "desmascarar" de infecção, o tratamento mais comum baseia-se na administração de antibióticos ou antivirais contra o organismo infeccioso. Em alguns casos graves medicações anti-inflamatórias, como corticosteróides, são necessárias para suprimir a inflamação até que a infecção tenha sido eliminada.
As infecções mais comummente associadas à SIRI incluem aquelas a citomegalovírus, a herpes zoster, a agentes do complexo Mycobacterium avium (MAC), a pneumonia por Pneumocystis e o Mycobacterium tuberculosis. Os pacientes com SIDA encontram-se em maior risco de SIRI se estão a iniciar a TARV pela primeira vez, ou se já foram tratados recentemente por uma infecção oportunista. É geralmente recomendado que quando os pacientes têm baixa contagem de células T CD4 iniciais e infecções oportunistas no momento do diagnóstico de HIV, que recebam tratamento para controlar as infecções oportunistas antes da TARV ser iniciada.

## SIRI na meningite criptocócica
A SIRI tem sido descrita em indivíduos imunocompetentes que têm meningite causada por Cryptococcus neoformans e Cryptococcus neoformans var. grubii, fungos ambientais que afectam frequentemente hospedeiros imunocompetentes. Mesmo após várias semanas ou mesmo meses de tratamento adequado, há uma deterioração súbita com sintomas agravados de meningite e progressão ou desenvolvimento de novos sintomas neurológicos.
A ressonância magnética revela aumento do tamanho das lesões cerebrais e as alterações do LCR (contagem de células brancas, proteínas, glicose) agravam-se. A cultura do líquor é estéril, e não há aumento do título antigénico criptocócico no LCR.
O aumento da inflamação pode causar lesão cerebral ou ser fatal.
O mecanismo por trás da SIRI da meningite criptocócica pode ser imunossupressão local ou sistémica, induzida pela infecção criptocócica que resolve assim que o organismo é morto por tratamento antifúngico. Isto está associado a um aumento da inflamação assim que a o sistema imunológico recuperado reconhece o fungo. O tratamento com corticosteróides sistémicos durante a SIRI pode ser benéfico na prevenção de morte ou deterioração neurológica progressiva.
A SIRI pode ser a causa de, paradoxalmente, resultados piores na meningite criptocócica em imunocompetentes em comparação com imunodeprimidos, nos quais o Cryptococcus neoformans é o agente patogénico habitual.